# 朋友 (Stephanie单曲)
朋友（フレンズ），是Stephanie的第四张单曲，商品番号SECL-594。

## 概要
上一张单曲Winter Gold推出之后，短短一个半月之内推出的个人第四张单曲，除了同名单曲之外，另有一首新歌，另外收录了第二张单曲because of you的原音乐版本在内的全三曲收录。初回盘特典是機動戰士GUNDAM 00主角刹那·F·塞耶的封面特典卡片收录。

这张单曲是Stephanie的单曲第一次进入Oricon排名前10位，初登场就获得第八名的排名，初期销量14113张。

## 收录曲
1. - 作詞：Stephanie & 矢住夏菜 作曲：Joe Rinoie & MASAKI 編曲：Joe Rinoie & 峰正典
  - MBS・TBS电视动画機動戰士GUNDAM 00第二期片尾曲（ED2）
2. LET'S GO!!
  - 作詞：Stephanie 作曲・編曲：Joe Rinoie & 峰正典
3. because of you (ver.)
  - 作詞：Stephanie & 矢住夏菜 作曲：Joe Rinoie 編曲：Joe Rinoie & 藤田淳平